# Appias paulina
Appias paulina, ou branca-da-ilha-de-natal, é uma borboleta da família Pieridae.  Ela pode ser encontrada da Índia até Samoa, incluindo a Indonésia, Japão, Malásia, Nova Caledónia, Sri Lanka, Tailândia e Austrália.
A envergadura é de cerca de 50  milímetros.
As larvas alimentam-se de Drypetes australasica, Drypetes deplanchei e Alchornea ilicifolia.

## Sub-espécies
- Appias paulina galene (Ceilão)
- Appias paulina distanti
- Appias paulina griseoides (sul do Vietname)
- Appias paulina grisea
- Appias paulina galathea (Andamans, Nicobars)
- Appias paulina minato (Japão, Taiwan)
- Appias paulina ega (Território do Norte até Cape York)
- Appias paulina paula (Wetar)
- Appias paulina eurosundana (Timor)
- Appias paulina zoe (Molucas)
- Appias paulina falcidia (Biak)
- Appias paulina saina (oeste de Irian até Papua)
- Appias paulina cynisca (Buru)
- Appias paulina micromalayana (Java oriental, Bawean, Tenimber)